# Uzelle
 Uzelle  es una población y comuna francesa, en la región de Franco Condado, departamento de Doubs, en el distrito de Besançon y cantón de Rougemont.

## Demografía[2]
| 552 | 565 | 632 | 678 | 671 | 745 | 786 | 696 | 754 | 636 | 617 | 617 | 560 | 531 | 526 | 501 | 439 | 453 | 406 | 363 | 386 | 308 | 313 | 310 | 295 | 272 | 235 | 203 | 172 | 166 | 180 | 182 | 156 | 156 |
| Para los censos de 1962 a 1999 la población legal corresponde a la población sin duplicidades (Fuente: INSEE [Consultar]) |     |     |     |     |     |     |     |     |     |     |     |     |     |     |     |     |     |     |     |     |     |     |     |     |     |     |     |     |     |     |     |     |     |